# David Pawson
John David Pawson, född 25 februari 1930 i Benwell, Newcastle upon Tyne, död 21 maj 2020, var en engelsk baptistpredikant och författare. Han publicerade mer än fyrtio böcker. Pawson var särskilt känd för sin brett publicerade undervisningsserie och sitt huvudverk, The Bible Opens Up (engelska: Unlocking the Bible (Låser upp Bibeln). I Finland har hans predikningar visats på Taivas TV7-kanal. Kanalen har sänt hans undervisningsprogram sedan starten. Internationellt var Pawson bland annat en återkommande medverkande på satellitkanalen GOD TV.

## Familjebakgrund och studier
Pawson påstås härstamma från John Pawson, en inflytelserik metodistpredikant i England på 1700-talet, som var en kollega till metodismens grundare, John Wesley. I övrigt har familjen Pawson varit bönder ända tillbaka till sin far, professor Cecil Pawson, som var predikant och bisysslabonde vid sidan av sitt huvudsakliga jobb.  Pawson fick sitt namn efter sin farfar, David Ledger Pawson.
Pawson studerade  lantbruksvetenskap vid från University of Durham och fick en andlig kallelse till arbetet som predikant under sina studier. Som ett resultat studerade Pawson teologi vid University of Cambridge, där han tog examen med en magisterexamen. Under sina studier upplevde Pawson en religiös kris; Pawsons undervisning, som han uppfattade som liberalteologisk, väckte tvivel och han kände att han höll på att förlora sin tillit till Bibeln och nästan sin tro på Gud. Men efter examen gick Pawson i metodistkyrkans tjänst och sa att han överlevde sin kris.
Under sina sista år bodde David Pawson nära Basingstoke, Hampshire, i södra England med sin fru Enid. Debora, den äldsta av deras tre barn, fick diagnosen leukemi, som hon dog av 2004.

## Som predikant
Pawson avslutade sin militärtjänst i det kungliga brittiska flygvapnet, varefter han var kvar i tjänst som militärpräst i icke-anglikanska och romersk-katolska kyrkor. Under sin militärtjänst bestämde han sig för att sluta predika baserat på kyrkoårets texter, och istället predika en punkt i taget utan att bry sig om tiderna på kyrkoåret. Samtidigt kom Pawson till slutsatsen att Nya testamentet enbart anger ett sätt att döpa på, troendes dop. Efter att ha avslutat sin militärtjänst kände sig Pawson oförmögen att döpa spädbarn. Eftersom metodismen accepterar barndop ledde detta till en brytning med arbetsgivaren. Omedelbart efter sin avgång flyttade Pawson för att tjäna som pastor i Gold Hill Baptist Church i Buckinghamshire.
Senare, som pastor i Guildford Baptist Church, fick David Pawson fick ett rykte både som en imponerande och gedigen bibelföreläsare. Han började publicera sina predikoband, som ursprungligen var avsedda för sjuka och äldre medlemmar i kyrkan. Kassetterna har dock fått en världsomfattande spridning.
Under Pawsons mandatperiod blev Millmead den största baptistförsamlingen i Storbritannien. Folk kom regelbundet från så långt bort som London för att höra Pawson predika. Hans församling har en närmast unik position genom att antalet deltagare i dess gudstjänster är dubbelt så stort som antalet medlemmar i själva församlingen. Cliff Richard, som döptes av Pawson, deltog också i möten regelbundet. Pawson lämnade Millmead 1979 och fortsatte med att predika runt om i världen. Fram till sin död predikade han upprepade gånger i Storbritannien och andra länder: Australien, Nya Zeeland, Sydafrika, Nederländerna, Israel, Sydostasien och Nordamerika.
Pawson har en stor serie bibelundervisningsserier som täcker alla 66 böcker i Bibeln. Det tog tre år att läsa igenom Bibeln i föreläsningar, den första gången den gjordes på ljudband. Den andra gången Pawson undervisade genom Bibeln videofilmades han så att åhörarna också kunde se de diagram, kartor och bilder som presenterades. Senare publicerades ytterligare en bok om denna serie av Pawsons läror.
Pawson representerade en trend som anses vara moderat i dopet. Han följde Arminian teologi, enligt vilken människan väljer själv om hon vill ta emot tro och frälsning eller inte. I församlingsaktiviteter representerade Pawson en förmedlande syn mellan karismaticism och evangelicalism : han erkände existensen av nådegåvor i den moderna världen, men insisterade på att användningen av nådegåvor skulle implementeras baserat på Bibeln, vilket utesluter idén om några gratis trender om fortsättningen av Guds uppenbarelse i deras verksamhet.
Pawson har fått särskild kritik för sin uppfattning om apokalypsen. Han representerade en ganska traditionell syn, enligt vilken i den sista tiden hela mänskligheten, inklusive troende, kommer att utsättas för stora prövningar. Pawson accepterade inte heller läran om uppryckelsen, enligt vilken Gud skulle upprycka alla troende till himlen redan innan vedermödan börjar. Enligt Pawson kommer troende att fångas upp mot Jesus i luften (1. Tess.4:17), varefter Kristus kommer att upprätta ett tusenårigt rike på jorden och regera tillsammans med kristna.

### Om Bibeln i allmänhet

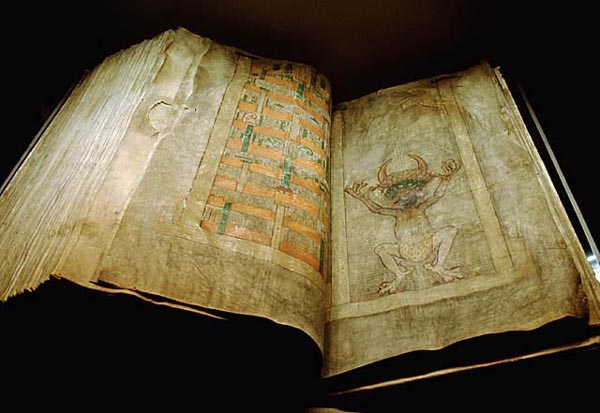
En 1200- talsbibel förvarad i Kungliga biblioteket.

Enligt Pawson är Bibeln inte en bok, utan ett slags bibliotek. Det finns 66 böcker i Bibeln och i varje bok finns svar på frågan "Varför skrevs denna bok". Pawson konstaterar att man bara kan förstå en bok bättre när man vet varför den skrevs från början. Enligt Pawson skrevs de fyra olika evangelierna för fyra olika syften. Enligt Pawson är anledningen till Uppenbarelsebokens innehåll och skrivning kapitel 14: "Här är de heligas tålamod, de som håller Guds bud och tron på Jesus."

#### Praktiker i din egen församling
I sin egen kyrka hade Pawson läst hela Bibeln högt, vilket pågick från söndag eftermiddag till torsdag, då läsningen pågick utan avbrott. Sammanlagt pågick högläsningen av Bibeln i cirka 82 timmar, med ett byte av läsare var 15:e minut. Det uppskattade antalet lyssnare under veckan var cirka 2 000, varav många lyssnade bara en halvtimme och några stannade kvar till nästa morgon", säger Pawson.

#### Sammanhanget är viktigt i deklarationen
Enligt Pawson kan man inte predika Johannes 3:16 utan att känna till Johannes 3:17, eftersom det från början inte fanns någon versindelning i Bibeln. Man kan inte ta ut sammanhanget ur huvudtexten och göra det till ett nytt sammanhang. Han gör samma påpekande om en passage som han anser ofta missbrukas i predikningar när det står att allt är möjligt för den troende (i alla saker/situationer i livet): "Jag kan göra allt i honom som styrker mig", men det här handlar om att klara sig ekonomiskt, beroende på sammanhanget – klarar sig på sin lön, konstaterar Pawson.

#### Bibelns kärlekshistoria
Han ser också Bibeln som en slags kärlekshistoria från början till slut, med Jesus som make och kyrkan som brud. I hela Bibeln letar Gud efter en brud till sin son, och Uppenbarelseboken är höjdpunkten i den handlingen, enligt Pawson. Precis som vid jordiska bröllop är brudens klänning en mycket viktig fråga vid himmelska bröllop. Pawson anser att det är viktigt att församlingen är välklädd andligt (för att använda bibliska termer). "Och jag såg den heliga staden, det nya Jerusalem, komma ner från himlen till Gud, förberedd som en brud, förskönad för sin man."

### i Guds namn
I exegesis, som studerar grundspråket JHWH eller Jahve (jag är, varande) är Guds namn, och Pawson försökte ta reda på hur man uttalar det. Han kunde inte få en enda jude att uttala det, så han bad om en engelsk motsvarighet. Han fick till svar att det närmaste ordet på engelska är " Alltid " eller " Aina " på finska. "Alltid min hjälp, alltid min styrka, alltid min ära", konstaterar Pawson också att det bara är Guds förnamn. Av de mer än 300 titlarna av Jesus gillar han den där Jesus kallas " Ja " mest. Han är Ja till varje löfte av Gud och ordet " Ja " är det mest positiva uttrycket för tro om Jesus och det påminner också kyrkorna om hur man tänker om Jesus enligt Pawson.

### Från kyrkan i Filadelfia
Pawson föreläste att kyrkan i Filadelfia var den minsta i storlek, men den modigaste att förkunna Jesus. Församlingen överlevde också längst av alla de sju församlingarna i Uppenbarelseboken. Det var också den mest trogna Jesu lära (du har tagit mitt ord och du har inte förnekat mitt namn) av alla kyrkor i Uppenbarelseboken, fortsätter Pawson. Av den forskning han har gjort framgår det att marken i området är vulkanisk och att invånarna lämnade sina hem då och då när marken började skaka. Enligt Pawson öppnar det förståelsen för Jesu ord, att det inte finns något behov av att gå ut igen: (och han kommer aldrig att gå ut dit igen).

### Från Smyrna socken

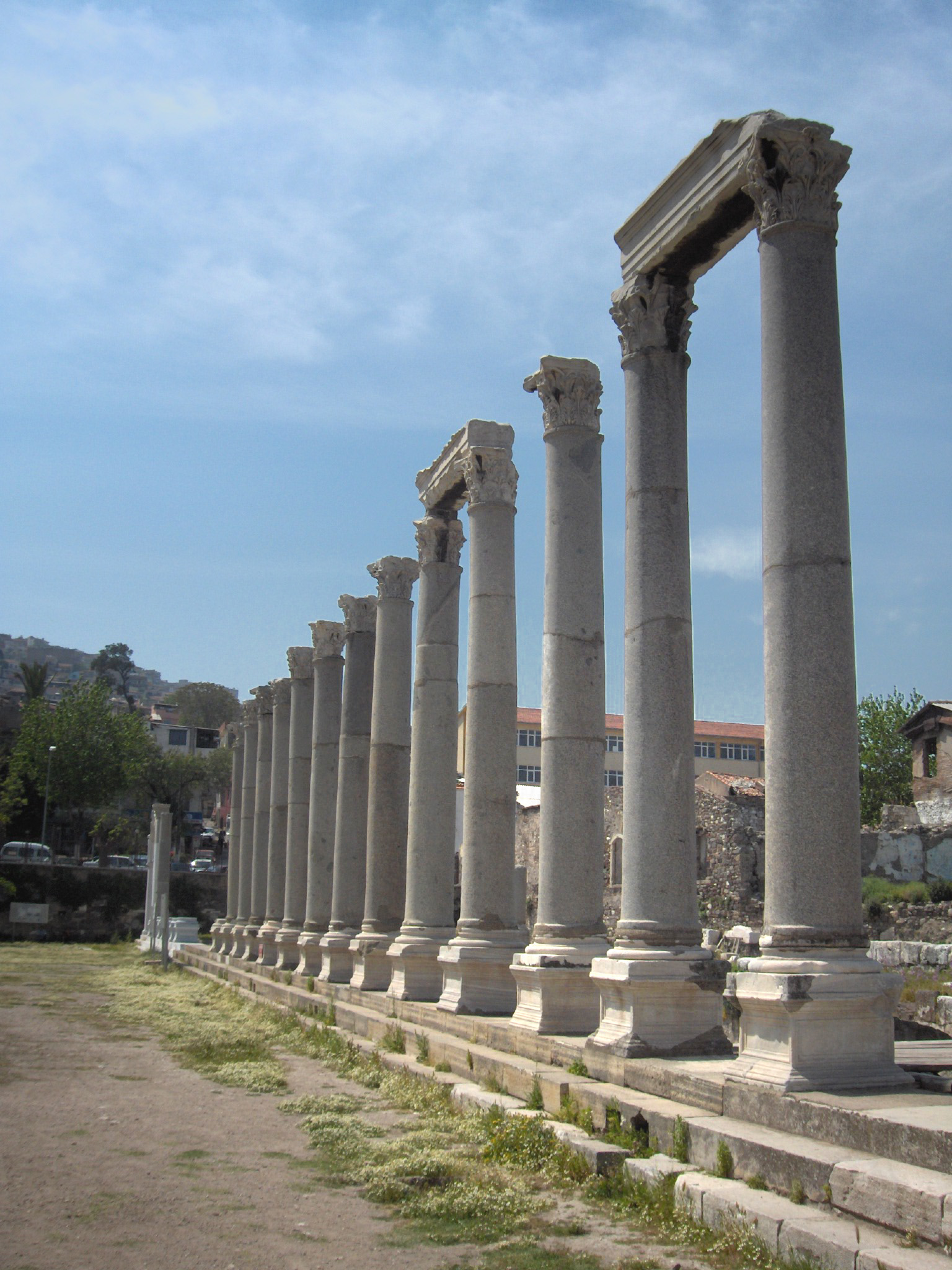
Agoratemplet i Smyrna längs Kultakatu

Enligt Pawson tävlade Efesos och Smyrna under biblisk tid med varandra om dominansen i Asien. Staden var mycket vacker och kallades Asiens stolthet och ära under den tidiga kyrkan. Staden grundades omkring 1000 f.Kr. och förstördes bara 500 år senare, men den byggdes igen omkring 200 f.Kr. Staden var död, men kom tillbaka till liv, och samma fras förekommer i Uppenbarelseboken. Det är Homeros födelseplats och det finns ett monument över Homeros i staden.
Enligt Pawson var staden väldigt nationalistisk. Den valde alltid rätt allierad i krig. Smyrna ställde sig på Greklands och Roms sida. Vid den tidpunkt då Uppenbarelseboken skrevs hade Smyrna romaniserats och kejsarkulten utövades där. Där låg det äldsta templet för den romska gudinnan i området, som dyrkades redan före kejsarkulten. Staden kallades: den urbana fåfängas paradis. Smyrna älskade att ge sina medborgare titlar som fria medborgare. Enligt Pawson återuppbyggde grekerna staden. Stadens huvudgata kallades Gold Street och hade många tempel på biblisk tid. Ett av templen finns kvar, en kolonnad i kanten av torget. Enligt Pawson finns det inte mycket kvar av det ursprungliga Smyrna eftersom staden ständigt utvecklas och är en av de största städerna i Turkiet. Det är också en livlig hamn- och universitetsstad, fortsätter Pawson.
26 aktier. Smyrna var den enda asiatiska staden som byggde ett tempel åt den romerske kejsaren Tiberius. Rom gav exklusiva rättigheter till Tiberiustemplet. Smyrna var känd för sin lojalitet.
Kyrkan i Smyrna grundades ungefär 40 år innan Uppenbarelseboken skrevs, säger Pawson. Den grundades av omvända kristna från Efesos. Han stannade där på sin sista missionsresa, eftersom Timoteus bror bodde där. Det är troligt att Paulus bodde hos Timoteus bror.Vad som med säkerhet är känt är att en man vid namn Polykarpus, en av de mest kända martyrerna, som också tjänstgjorde som biskop av Smyrna, bodde där. Smyrna hade varit en lidande kyrka från början och hade betalat ett högt pris för sin existens.
Pawson tycker att det är intressant hur Jesus presenterar sig för kyrkan i Uppenbarelseboken. Jesus vill dela med sig av egenskaper om sig själv som kommer att stärka och trösta kyrkan, eller som kyrkorna har glömt bort. Jesu introduktion är alltid annorlunda. Jesus har cirka 300 olika namn, som bidrar till att ge en fullständig bild av Jesus. I varje brev presenterade Jesus sig själv på ett sätt som bäst passar kyrkans situation", fortsätter Pawson. Till församlingen i Smyrna säger Jesus att Han är den förste och den siste. Han har börjat allt och kommer att avsluta allt. Han är alfa och omega. Det är så Jesus talar om mänsklighetens historia.
Enligt Pawson är Smyrna-kyrkan ett bra exempel på hur kristna inte alltid kan lyckas, utan till och med kan bli ekonomiskt utarmade samtidigt som de förblir trogna sin tro. Detta var särskilt tydligt vid måltiderna, eftersom det ofta förekom rituella aktiviteter före måltiden som de kristna inte deltog i. Därför förlorade de en del av sina handelspartner när de konverterade. I detta avseende anser Pawson att den så kallade "framgångsteologin" delvis är ett kätteri, eftersom det inte är rätt att lova människor ekonomiska rikedomar när de kommer till tro. När det gäller rikedomar har Pawson i flera av sina föreläsningar hänvisat till ett bibelavsnitt där det står: "Det är lättare för en kamel att gå genom ett nålsöga än för en rik man att komma in i himmelriket. I Smyrna hade de kristna förlorat sina ägodelar och var tiggare i en välmående stad på grund av stadens kopplingar till hedniska religioner. Köpmannen måste tillhöra den sk till handelsgillet.

### Av bön
Pawson förespråkar också förhörsbön, där man frågar Gud om saker i det praktiska livet. Enligt Pawson bör man fråga Gud och vänta på svar. Han menar att den kristna bönens första fråga till Gud är: " Finns det något i mitt liv som du (Gud) inte gillar? "
Enligt Pawson ska folk be och tacka Gud för "Hans" kyrka, och be om ursäkt om vi har talat i form av "Vår" kyrka, eftersom kyrkan är Hans.

### Från dopet
Om dopet undervisar Pawson i sin bok The Normal Christian Birth på följande sätt: "Jesus svarade: "Sannerligen, sannerligen säger jag dig, om man inte är född av vatten och Ande, kan han inte komma in i Guds rike." Detta kan förstås på tre olika sätt enligt Pawson:
1. Två födslar, en fysisk och en andlig; Två födslar, en fysisk och en andlig;
2. En födelse, rent andlig; En födelse, rent andlig;
3. En födelse, med både fysiska och andliga aspekter. En födelse, med en fysisk och andlig form i båda.

Pawson har kritiserat barndopet. Enligt honom fylls medlemmarna i kyrkorna genom barndopet med icke-troende. Pawson motiverar sin uppfattning: ”Luther gav en dålig motivering för barndop genom att bara säga att vem kan bevisa att ett spädbarn inte har någon tro. Man kan lika gärna fråga vem som kan bevisa att barnet har tro. Kyrkan kommer bara att överleva om den går över till att döpa endast de som omvänder sig och tror”. Efter att Pawson talat om ämnet, när han besökte Finland 2007, tog Markku Koivisto, Nokia-missionen som var värd för besöket, avstånd från Pawsons dopbegrepp. 

### Av Satan

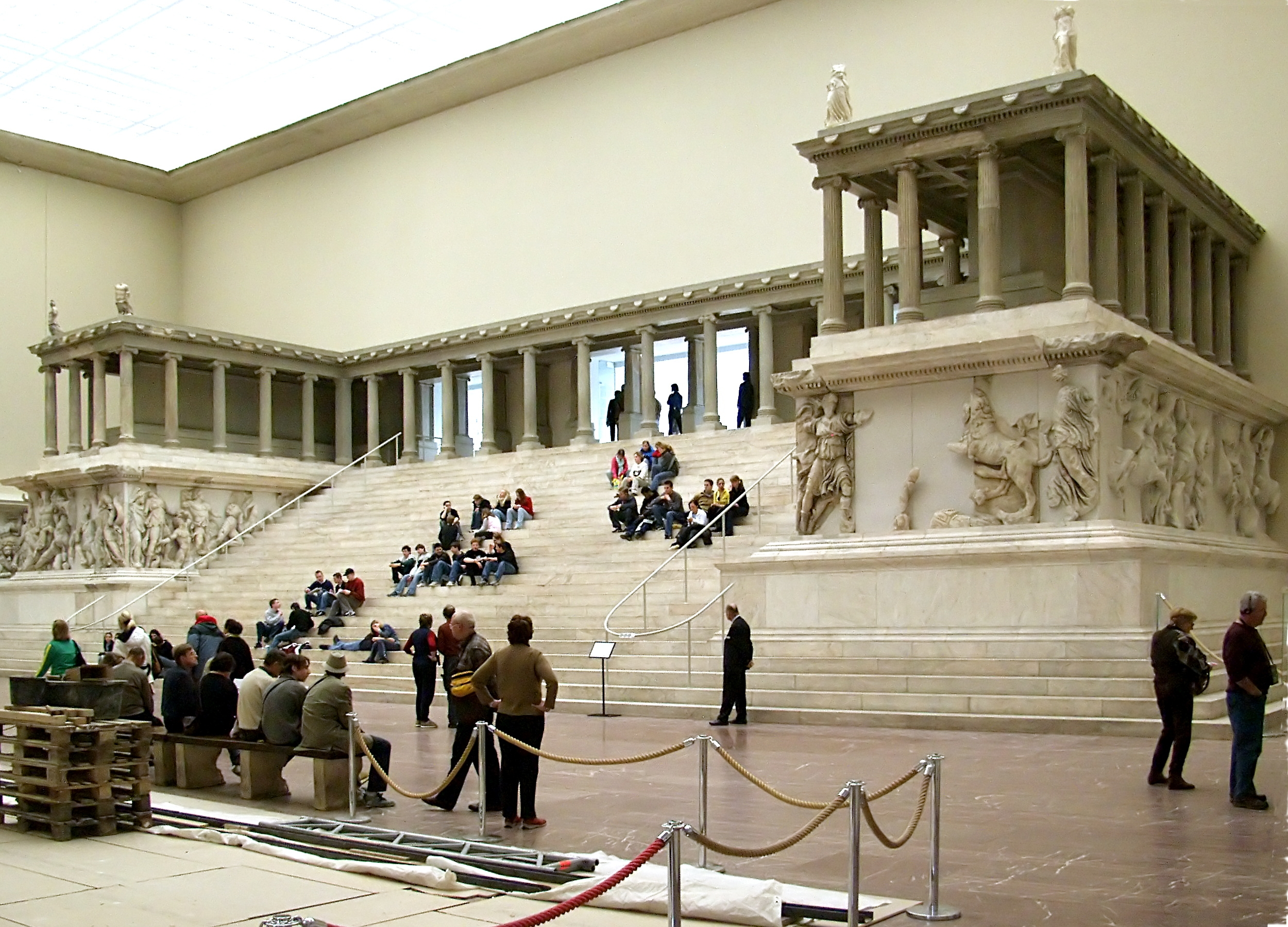
Ett altare flyttat från Pergamon i Pergamonmuseet i Berlin

Enligt Pawson hatar Satan Bibeln, och särskilt dess första och sista sidor, mer än några andra ställen. Enligt Pawson förklarar de första sidorna hur Satan fick grepp om människosläktet och hur han gjorde den här världen till sitt rike, och han vill inte att någon ska veta hur han agerar bland människorna. Paulus säger att vi inte är förvånade över Satans metoder eftersom vi vet hur han får tag i människor. "Genom att studera vad som hände i Edens lustgård kan vi lära oss hur Satan fungerar", säger Pawson. Från Uppenbarelseboken förklarar Pawson att saker som händer i himlen speglar livet på jorden, till exempel krig. De stora svårigheterna beror på att Satan är på väg att förlora sin makt, han kommer att kastas ut från himlen och han vet det själv. Angående Uppenbarelseboken konstaterar Pawson att det skulle vara bra att läsa den högt, för då måste man använda sin egen röst och framhäva orden, vilket gör orden mycket mer meningsfulla för läsaren och lyssnaren. "Läs högt och ta till dig budskapet ", säger han.

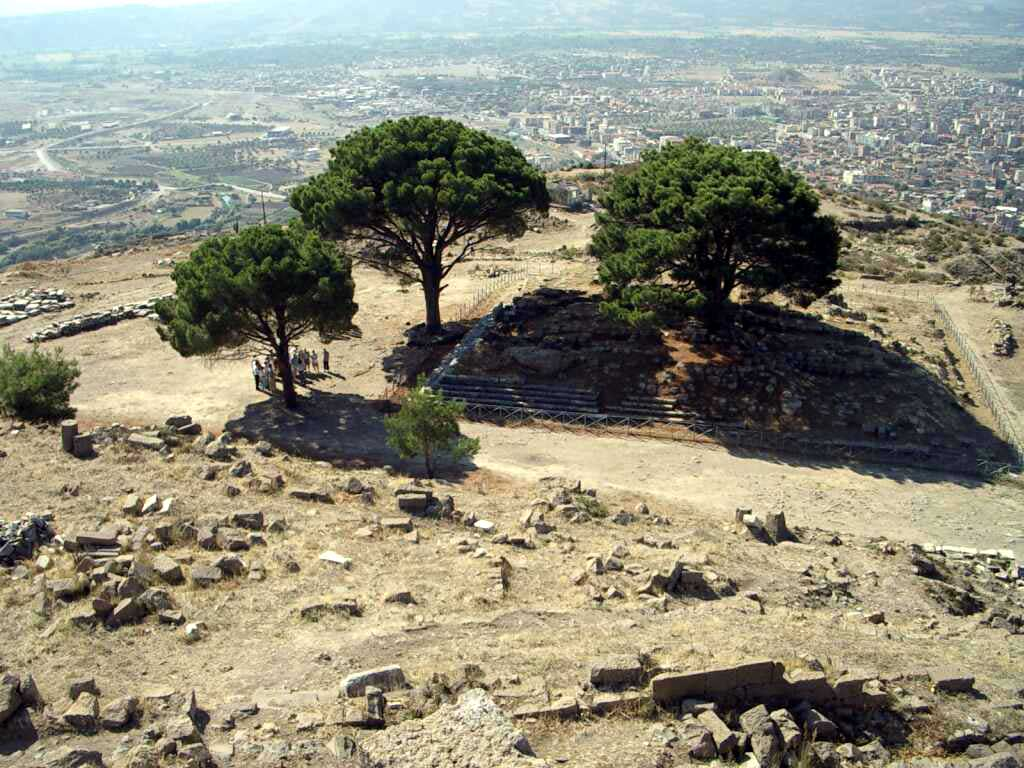
Den ursprungliga platsen för altaret i Turkiet

Enligt Pawson älskar Satan att titta ner på egen hand, så Satan väljer en kulle som sin boning. Under biblisk tid anser Pawson att Satans högkvarter var beläget i Pergamon, enligt Uppenbarelseboken. Altaret där elden brann dag och natt kallades Satans tron eller stol på grund av dess form. Bibeln säger också att Satans tron är i Pergamon: "Jag vet var du bor: var Satans tron är, och du håller fast vid mitt namn och har inte förnekat min tro ens under de dagar då Antipas, mitt vittne, min trofaste, var dödad av dig med dig, där djävulen bor", som nu har flyttats till Pergamonmuseet i Östberlin.

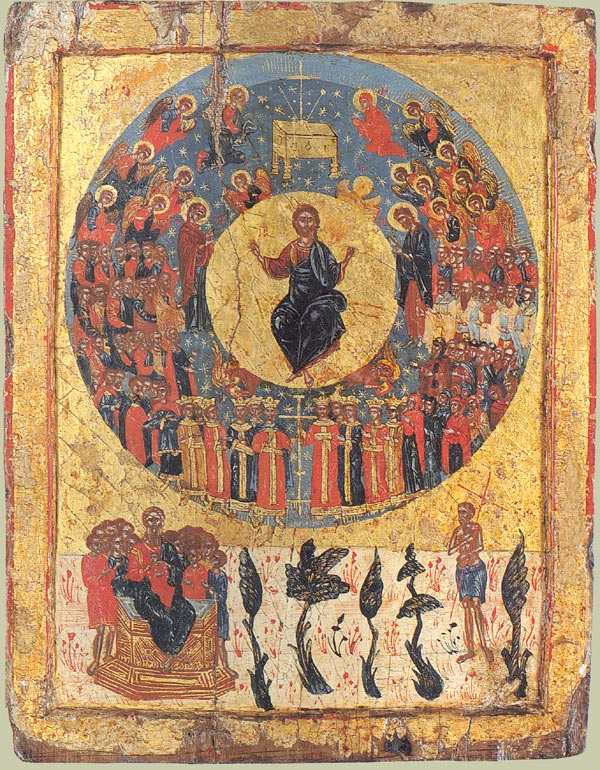
Ikon som visar Jesu andra ankomst, Grekland 1700-talet

Pawson lär om eskatologi, Jesu andra ankomst, att det inte kan ges ett exakt datum, och det är inte ens värt att gissa. Martin Luther gav årtalet 1636, John Wesley 1874, Charles Taze Russell 1914 (som födde Jehovas vittnen) och enligt Pawson misslyckades de alla i sina uppskattningar av Jesu återkomst. Enligt honom måste vissa saker hända innan Jesus kommer tillbaka. Enligt Pawson, baserat på Bibeln, är de i följande ordning:
1. Världens katastrofer
2. Kyrkans förfall i världen
3. Tryck i Mellanöstern som påverkar hela världen
4. Himlen mörknar, inklusive solen, stjärnorna och månen.

Enligt Pawson har den första och hälften av den andra redan implementerats. Pawson tror dock att en månad kan ges då Jesus kommer tillbaka på grundval av att Jesus under sin första ankomst också alltid arbetade enligt den judiska kalendern. Lövhyddohögtiden eller Sukkot har ännu inte uppfyllts i skrifterna, vilket Sakarias bok betonar för tiden för Messias ankomst, vilket är den sjunde månaden (Tishrei) eller september i den judiska kalendern. Enligt Pawson kommer Jesus tillbaka när alla tecken har uppfyllts i världen enligt Matteus kapitel 24.
Enligt Pawson, vid tidens ände, i stället för den treenige Guden (Fader, Son och Helige Ande), kommer människor att vara i händerna på den treenige Satan (djävulen, antikrist, falska profeter) i världen, i vilket fall kristna är förbjudna att köpa mat till sig själva eller till och med sina barn om de inte har djävulen i pannan eller handledsbricka eller mikrochip med Odjurets nummer. Pawson tror alltså att det inte kommer att finnas några pengar i världen precis innan Jesus kommer tillbaka. Sanna kristna vägrar att ta detta märke och vissa kan till och med dö för det, "för 30 år sedan skrattades det åt detta i England när jag först talade om det, men nu skrattar ingen åt det." säger Pawson.
Pawson anser att sluttiderna beskrivs i Bibeln så att bibeltroende inte får panik när allting händer, utan är redo. Enligt Pawson har det stora kätteri, som har predikats för miljontals kristna och som han själv inte tror, att kristna kommer att tas ut ur världen innan en tid av stora problem eller ilska och nöd, gett falsk tröst för många, säger Pawson också.
Han nämner också att det är under dessa 3½ år av vedermöda som den som förnekar Kristus kommer att förnekas av Gud i himlen inför änglarna. Idag, enligt Pawson, blir 250 000 kristna martyrer för sin tro varje år.

## Produktion
Peter Bettson har distribuerat en halv miljon inspelningar av Pawsons tal bara i Australien under de senaste 25 åren. Pawsons bibellära har publicerats och presenterats i över 120 länder.

### Böcker på engelska
- Christianity Explained, 2006, David Pawson, Terra Nova Publications, ISBN 190194946X
- Explaining Water Baptism, 2000, David Pawson, Sovereign World Ltd, ISBN 1852400838
- Explaining the Baptism with the Holy Spirit, 2004, David Pawson, Joyce Huggett, Sovereign World, ISBN 1852403837
- Explaining the Resurrection, 2000, David Pawson, Sovereign World, Ltd, ISBN 1852400897
- Explaining the Second Coming, 2000, David Pawson, Renew, ISBN 1852401184
- Fourth Wave, 1993, David Pawson, Hodder & Stoughton Religious, ISBN 0340580429
- Hope for the Millennium, 1999, David Pawson, Hodder & Stoughton, ISBN 0340735597
- Head in the Clouds, 1999, David Pawson, Hodder & Stoughton Religious, ISBN 0340608129
- Är Johannes 3:16 evangeliet?, 2007, David Pawson, Terra Nova Publications International Ltd, ISBN 1901949559
- Spädbarnsdop under korsförhör, 1976, David Pawson, Colin Buchanan, Grove Books Ltd, ISBN 090171089X
- Is the Blessing Biblical?, 1996, David Pawson, Hodder & Stoughton, ISBN 034066147X
- Jesus dopar i en helig Ande: När?, Hur?, Varför?, Vem?, 1997, David Pawson, Hodder&Stoughton Religious, ISBN 0340693983
- Jesus Döper i en helig Ande, 2006, David Pawson, Terra Nova Publications, ISBN 1901949443
- Leadership is Male: a Challenge to Christian Feminism, 1988, J. David Pawson, Highland Books, ISBN B000O1O178
- Ledarskap är man, 1990, David Pawson, Thomas Nelson Inc, ISBN 0840790236
- LEDARSKAP ÄR MAN: What Does the Bible Say?, 2007, David Pawson, Terra Nova Publications, ISBN 1901949508
- LEDARSKAP ÄR MIN, 1990, J. David Pawson, Oliver Nelson, ISBN B000JJTIIM
- Loose Leaves From My Bible, 1994, David Pawson, North Bank Graphics, ISBN 0952298503
- Not as Bad as the Truth: Memoirs of an Unorthodox Evangelical, 2006, David Pawson, Hodder Headline, ISBN 0340864273
- Once Saved, Always Saved?: A Study in Perseverance and Inheritance, David Pawson, Roger Forster, Hodder Headline, 1996, ISBN 0340610662
- Tell me the truth!, 1977, David Pawson, Harold Shaw, ISBN 087788837X
- Truth to Tell: An Exposition of Basic Christian Truths, 1988, David Pawson, Hodder & Stoughton Religious Division, ISBN B000OVDUL6
- Truth to Tell, 1993, David Pawson, Hodder & Stoughton Religious, ISBN 0340212918
- Vägen till helvetet: evig plåga eller förintelse? 1996 av David Pawson, Hodder Headline 1996 och Terra Nova Publications International Ltd 2007, ISBN 034053964X
- The Normal Christian Birth: How to Give New Believers a Proper Start in Life, David Pawson, Hodder & Stoughton 1989 och Hodder Headline 1991, ISBN 0340489723
- The Challenge of Islam to Christians, 2003, David Pawson, Hodder Headline, ISBN 0340861894
- Understanding the Trinity, 2000, J. David Pawson, Renew, ISBN 185240227X
- Unlocking the Bible - Old Test B1, 2000, David Pawson, Andy Peck, Marshall Pickering, ISBN 0551031867
- Unlocking the Bible - Old Test B2, 1999, David Pawson, Andy Peck, Harpercollins Pub Ltd, ISBN 0551031883
- Unlocking the Bible - Old Test B3, 2000, David Pawson, Andy Peck, Harpercollins Pub Ltd, ISBN 0551031891
- Unlocking the Bible - Old Test B4 Decline and Fall of an Empire, 2000, David Pawson, Andy Peck, Harpercollins Pub Ltd, ISBN 0551031913
- Unlocking the Bible - Old Test B5 The Struggle to Survive, 2001, David Pawson, Andy Peck, Harpercollins Pub Ltd, ISBN 0551031921
- Unlocking the Bible - New Test B1, 1999, David Pawson, Harpercollins Pub Ltd, ISBN 0551031875
- Unlocking the Bible - New Test B2, 2000, David Pawson, Andy Peck, Marshall Pickering, ISBN 0551031905
- Unlocking the Bible - Nya Testamentet B3 Through Suffering to Glory, 2001, David Pawson, Harpercollins Pub Ltd, ISBN 055103193X
- Unlocking the Bible Omnibus: A Unique Overview of the Whole Bible, 2003, David Pawson, HarperCollins UK, ISBN 0007166664
- When Jesus Returns, 1995, David Pawson, Hodder & Stoughton Religious, ISBN 0340612118
- Word And Spirit Together, 2007, David Pawson, Terra Nova Publications, ISBN 1901949532
- Where is Jesus now?, 2001, David Pawson, Kingsway Publications, ISBN 0854769307
- Varför tillåter Gud naturkatastrofer?, 2007, David Pawson, Terra Nova Publications International Ltd, 2007, ISBN 1901949567
- Defending Christian Sionism, 2008, David Pawson, Terra Nova Publications, 2008, ISBN 9781901949629
- Practicing the Principles of Prayer, 2008, David Pawson, Terra Nova Publications, ISBN 9781901949582
- Living in Hope, 2008, David Pawson, Terra Nova Publications, ISBN 9781901949605
- The God and the Gospel of Righteousness, 2008, David Pawson, Terra Nova Publications, ISBN 9781901949599
- Följ med mig genom Revelation, 2008, David Pawson, Terra Nova Publications, ISBN 9781901949612
- Israel i Nya Testamentet, 2009, David Pawson, Terra Nova Publications, ISBN 978-1901949643
- Följ med mig genom Mark, 2009, David Pawson, Terra Nova Publications, ISBN 9781901949667

### Videor och DVD-skivor
| - Den normala kristna födelsen; - - 3:e delen, översatt till finska, 544Mb - 4:e delen, översatt till finska, 574Mb, - 6:e delen, översatt till finska, 562Mb - The Uniqueness of Christ, översatt till finska, 506Mb - Slutfakta - Karismatiker och evangeliska - Unlocking The Bible - Genesis (Vol.1) - Unlocking The Bible - Old Testament (serie med 25 videor) - Unlocking The Bible - Old & New Testament (serie med 45 videor) - Unlocking The Bible - Genesis (Vol. 1 och 2) - Låsa upp Bibeln - Exodus - Låsa upp Bibeln - Tredje Mosebok - Låsa upp Bibeln - Numbers - Låsa upp Bibeln - Femte Mosebok - Låser upp Bibeln - Joshua - Låsa upp Bibeln - Domare och Rut - Låsa upp Bibeln - 1 & 2 Samuel - Unlocking the Bible - hebreisk poesi & psalmer - Låsa upp Bibeln - Job - Låsa upp Bibeln - 1 & 2 Kings - Låsa upp Bibeln - Ordspråken - Låser upp Bibeln - Salomos sång, Predikaren - Låser upp Bibeln - Joel och Obadiah - Låser upp Bibeln - Jona och Nahum - Låser upp Bibeln - Amos och Hosea - Låsa upp Bibeln - Mika och Jesaja - Låsa upp Bibeln - Sefanja och Habakuk - Unlocking The Bible - Jeremiah and Lamentations, översatt till finska, 519Mb - Låser upp Bibeln - Hesekiel - Låser upp Bibeln - Daniel och Esther - Låsa upp Bibeln - Esra, Nehemia, 1 & 2 Krönikeboken - Låsa upp Bibeln - Haggai och Sakarja - Låsa upp Bibeln - Malaki och OT Översikt | - Låser upp Bibeln - Matteus - Unlocking The Bible - New Testament (serie med 18 videor) - Låsa upp Bibeln - Mark och Luke - Låser upp Bibeln - John - Låsa upp Bibeln - Apostlagärningarna - Låsa upp Bibeln - Paulus och hans brev - Låsa upp Bibeln - 1 & 2 Tessalonikerbrevet - Unlocking The Bible - 1 & 2 Corinthians, översatt till finska, 498Mb - Låsa upp Bibeln - Galaterbrevet - Låsa upp Bibeln - Romarna - Unlocking The Bible - Efesierbrevet och Kolosserna, översatt till finska, 554Mb - Låsa upp Bibeln - Filipperbrevet och Filemon - Unlocking The Bible - 1 & 2 Timothy and Titus, översatt till finska, 545Mb - Låsa upp Bibeln - Hebréerbrevet - Låser upp Bibeln - James - Låsa upp Bibeln - 1 & 2 Petrus - Unlocking The Bible - 1, 2 & 3 John and Jude, översatt till finska, 540Mb - Unlocking The Bible - Revelation (Vol.1), översatt till finska, 671Mb - Unlocking The Bible - Revelation (Vol.2), översatt till finska, 653Mb - Men for God, översatt till finska, 905Mb - Lärdomar från Förintelsen - GRUNDLIG - IN DEPTH (serie om 4 videor) - Islams utmaning för kristna (2 videor) - Israel i Nya testamentet - Romarna (3 videor) - Den Sanne Guden och Det Sanna Evangeliet - Nya testamentets dop - Naturkatastrofer! Ett kristet perspektiv - The Letters of Jesus to His Churches, översatta till finska, 782Mb - The Letters of Jesus to His Churches: Smyrna, översatt till finska, 680Mb - Israel i det nya testamentet - Romarna del 1 - i det förflutna Israel har blivit utvald - Israel i Nya Testamentet - Romarna - Del 2. I Nutiden är Israel envis - Israel i Nya Testamentet - Romarna - Del 3. I framtiden kommer Israel att räddas. |

### Pawsons tal
- Wikiquote har citat av eller om David Pawson.
- zippad mp3 (engelska)
- SeremonIndex.net mp3 (engelska)
- Goodseed.org mp3 (engelska)
- på CD på engelska (engelska)
- på C-kassett på engelska (engelska)
- Evangelici.net mp3, italiensk översättning (engelska) (italienska)
- Die Offenbarung des Johannes, Seminarium av David Pawson 1997 (engelska) (tyska)